# Archibald Edward Butter
Pour les articles homonymes, voir Butter.
Archibald Edward Butter, né le 29 mars 1874 à Tennandry (Darnick) et mort le 6 janvier 1928 à Gifford, est un officier et explorateur écossais.

## Biographie
Il est le fils d'un officier, Archibald Butter (1834-1880) et de son épouse Juliet Maria Brewster-Macpherson (v. 1852-1897). Il devient lui-même officier (capitaine), diplômé d'Eton. Membre de la Royal Geographical Society et de la Société zoologique de Londres, il se distingue par des expéditions en Afrique, avec Philip Maud, en Éthiopie et au Kenya (1899-1903) et en particulier autour du lac Stéphanie (1901-1903). L'expédition en Éthiopie, organisée par Butter, était envoyée sur place pour prendre connaissance de la situation et rapporter les informations nécessaires à John Harrington pour entamer des pourparlers avec l'Empire d'Éthiopie.